# Alfred Lacroix

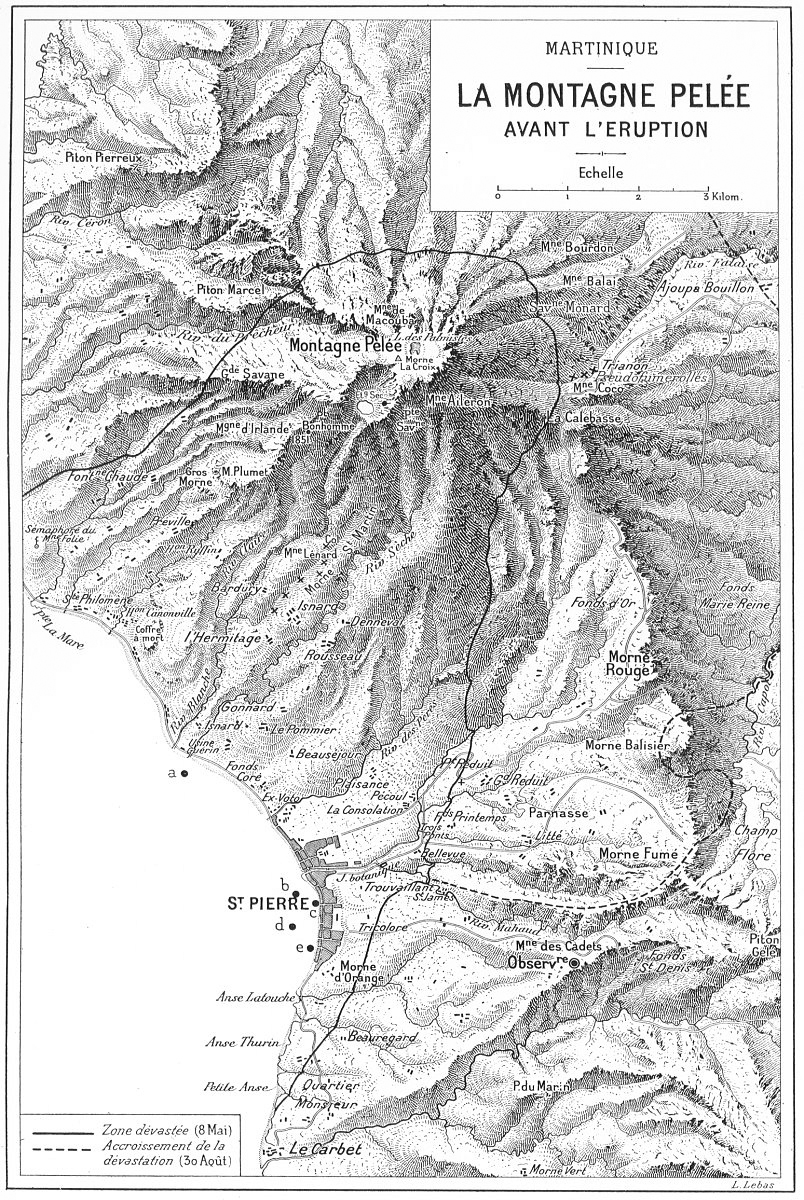
Mapa del Monte Pelée por Alfred Lacroix.

Antoine François Alfred Lacroix (Mâcon, Saône-et-Loire, 4 de febrero de 1863, 12 de marzo de 1948) fue un geólogo, mineralólogo y vulcanólogo francés, notable por su sistema de clasificación de las erupciones volcánicas y por su monumental obra sobre la erupción del Monte Pelée en 1902.
Recibió el grado de Doctor en Ciencias en París en 1889, siendo su maestro Ferdinand André Fouqué, que solo aceptó permitirle recibirse si se casaba con su hija. En 1893 Lacroix fue nombrado profesor de mineralogía en el Jardín Botánico y en 1896, director del laboratorio mineralógico de la École des Hautes Études. 
Se interesó particularmente en la mineralogía de las rocas ígneas y los fenómenos volcánicos, el metamorfismo y las vetas minerales. Viajó por varias partes del mundo estudiando las montañas, particularmente del Pirineo y trabajando sobre los minerales y el petróleo de Madagascar.
Sin embargo, tal vez su trabajo más importante sea La Montagne Pele et ses éruptions (París, 1904, un completísimo y exhaustivo estudio sobre el Monte Pelée de Martinica, cuya erupción de 1902 arrasó la ciudad de St. Pierre, provocando 30.000 muertes. Muy importante también es su libro Mineralogie de la France et de ses Colonies (1893-1898), la obra más extensa e importante publicada sobre mineralogía topográfica de Francia, siendo también muy relevantes otros trabajos en colaboración con Auguste Michel-Lévy. 
Fue nombrado miembro de la Académie des sciences in 1904 y premiado con la Medalla Penrose en 1930. Fue elegido tres veces presidente de la Sociedad geológica de Francia, en 1910, 1922 y 1930.